# Llista de batlles de València
L'Alcalde de València és la màxima autoritat política de l'Ajuntament de València. D'acord amb la Llei Orgànica 5/1985", de 19 de juny, del Règim Electoral General l'alcalde és elegit per la corporació municipal de regidors, que al seu torn són triats per sufragi universal pels ciutadans de la ciutat de València amb dret a vot, mitjançant eleccions municipals celebrades cada quatre anys. En la mateixa sessió de constitució de la Corporació es procedeix a l'elecció de l'Alcalde, i poden ser candidats tots els regidors que encapçalen les corresponents llistes. És proclamat electe el candidat que obté la majoria absoluta dels vots. Si cap d'ells obté aquesta majoria, és proclamat Alcalde el regidor que encapçala la llista més votada.
L'Ajuntament de València ha tingut un total de 49 alcaldes des de la seua fundació el 1840, incloent a l'actual, María José Catalá.
El tractament protocol·lari per a l'alcalde de València és d'Excel·lentíssim/a Senyor/a.

## Llista d'alcaldes
La numeració dels alcaldes no és oficial, només orientativa, enumerant els càrrecs per períodes històrics. Des de 2023 l'alcaldessa de València és María José Catalá Verdet del Partit Popular.
| No.                                 | Retrat            | Nom                                               | Termini                                             | Termini                | Partit                 | Cap d'estat (Ocupació)                       |
| ----------------------------------- | ----------------- | ------------------------------------------------- | --------------------------------------------------- | ---------------------- | ---------------------- | -------------------------------------------- |
| Monarquia borbònica (1707-1868)     |                   |                                                   |                                                     |                        |                        |                                              |
| 8                                   |                   | José Peris y Valero (1821-1877)                   | 19 d'abril de 1856                                  | 22 de setembre de 1856 | PP                     |                                              |
| 8                                   | 0 anys, 156 dies  | José Peris y Valero (1821-1877)                   |                                                     |                        | PP                     |                                              |
| 9                                   |                   | José María Vallterra y Febrer (1799-1878)         | 22 de setembre de 1856                              | 12 de març de 1857     | PM                     |                                              |
| 9                                   | 0 anys, 171 dies  | José María Vallterra y Febrer (1799-1878)         |                                                     |                        | PM                     |                                              |
| 1                                   |                   | Ildefonso Díez de Rivera y Valeriola (1816-1877)  | 12 de març de 1857                                  | 1 de gener de 1859     | PM                     |                                              |
| 1                                   | 1 any, 295 dies   | Ildefonso Díez de Rivera y Valeriola (1816-1877)  |                                                     |                        | PM                     |                                              |
| 10                                  |                   | Francisco del Llano Vagué (1792-1860)             | 1 de gener de 1859                                  | 5 de febrer de 1860    | PM                     |                                              |
| 10                                  | 1 any, 35 dies    | Francisco del Llano Vagué (1792-1860)             |                                                     |                        | PM                     |                                              |
| 11                                  |                   | Cayetano Bonafós Bertrán (1822-1875)              | 5 de febrer de 1860                                 | 1 de gener de 1861     | PM                     |                                              |
| 11                                  | 0 anys, 331 dies  | Cayetano Bonafós Bertrán (1822-1875)              |                                                     |                        | PM                     |                                              |
| 12                                  |                   | Francisco Brotons Vives (1821-1880)               | 1 de gener de 1861                                  | 31 de juliol de 1864   | PP                     |                                              |
| 12                                  | 3 anys, 212 dies  | Francisco Brotons Vives (1821-1880)               |                                                     |                        | PP                     |                                              |
| 13                                  |                   | José Francés de Alaiza (????-????)                | 31 de juliol de 1864                                | 9 d'octubre de 1864    | Desconegut             |                                              |
| 13                                  | 0 anys, 70 dies   | José Francés de Alaiza (????-????)                |                                                     |                        | Desconegut             |                                              |
| 14                                  |                   | José Escrig y Font (1825-1921)                    | 9 d'octubre de 1864                                 | 23 de març de 1865     | PM                     |                                              |
| 14                                  | 0 anys, 165 dies  | José Escrig y Font (1825-1921)                    |                                                     |                        | PM                     |                                              |
| 16                                  |                   | Vicente León Barroso de Frías (1804-1883)         | 23 de març de 1865                                  | 26 de juliol de 1865   | PM                     |                                              |
| 16                                  | 0 anys, 125 dies  | Vicente León Barroso de Frías (1804-1883)         |                                                     |                        | PM                     |                                              |
| 15                                  |                   | Patricio Vidal Benlloch (1825-1879)               | 27 de juliol de 1865                                | 15 d'agost de 1866     | PM                     |                                              |
| 15                                  | 1 any, 19 dies    | Patricio Vidal Benlloch (1825-1879)               |                                                     |                        | PM                     |                                              |
| 16                                  |                   | Vicente León Barroso de Frías (1804-1883)         | 15 d'agost de 1866                                  | 30 de setembre de 1868 | PM                     |                                              |
| 16                                  | 2 anys, 46 dies   | Vicente León Barroso de Frías (1804-1883)         |                                                     |                        | PM                     |                                              |
| Sexenni Democràtic (1868-1874)      |                   |                                                   |                                                     |                        |                        |                                              |
| 1                                   |                   | Juan Piñol Verges (1816-1884)                     | 30 de setembre de 1868                              | 1 de gener de 1869     | PP                     |                                              |
| 1                                   | 0 anys, 93 dies   | Juan Piñol Verges (1816-1884)                     |                                                     |                        | PP                     |                                              |
| 2                                   |                   | José Antonio Guerrero Ludeña (1808-1891)          | 1 de gener de 1869                                  | 8 d'octubre de 1869    | PRDF                   |                                              |
| 2                                   | 0 anys, 281 dies  | José Antonio Guerrero Ludeña (1808-1891)          |                                                     |                        | PRDF                   |                                              |
| 3                                   |                   | Juan Piñol Verges (1816-1884)                     | 8 d'octubre de 1869                                 | 16 de gener de 1870    | PP                     |                                              |
| 3                                   | 0 anys, 100 dies  | Juan Piñol Verges (1816-1884)                     |                                                     |                        | PP                     |                                              |
| 4                                   |                   | Vicente Barberá Villegas (????-1886)              | 16 de gener de 1870                                 | 1 de febrer de 1872    | PRDF                   |                                              |
| 4                                   | 2 anys, 16 dies   | Vicente Barberá Villegas (????-1886)              |                                                     |                        | PRDF                   |                                              |
| 5                                   |                   | Francisco de Paula Gras Mirambell (1820-1891)     | 1 de febrer de 1872                                 | 3 de juny de 1874      | PRDF                   |                                              |
| 5                                   | 2 anys, 122 dies  | Francisco de Paula Gras Mirambell (1820-1891)     |                                                     |                        | PRDF                   |                                              |
| 6                                   |                   | Nicolás Garcia Caro Vergés i Agustí (1818-1886)   | 3 de juny de 1874                                   | 4 d'agost de 1874      | PC                     |                                              |
| 6                                   | 0 anys, 62 dies   | Nicolás Garcia Caro Vergés i Agustí (1818-1886)   |                                                     |                        | PC                     |                                              |
| 7                                   |                   | Francisco Rodríguez Trelles (????-????)           | 4 d'agost de 1874                                   | 1 de gener de 1875     | PC                     |                                              |
| 7                                   | 0 anys, 150 dies  | Francisco Rodríguez Trelles (????-????)           |                                                     |                        | PC                     |                                              |
| Restauració borbònica (1875-1931)   |                   |                                                   |                                                     |                        |                        |                                              |
| 1                                   |                   | Ildefonso Díez de Rivera y Valeriola (1816-1877)  | 1 de gener de 1875                                  | 1 de juliol de 1876    | PC                     | Rei Alfons XII (1874 – 1885)                 |
| 1                                   | 1 any, 182 dies   | Ildefonso Díez de Rivera y Valeriola (1816-1877)  |                                                     |                        | PC                     | Rei Alfons XII (1874 – 1885)                 |
| 2                                   |                   | Elías Martínez Gil (1822-1892)                    | 1 de juliol de 1876                                 | 17 d'abril de 1878     | PC                     | Rei Alfons XII (1874 – 1885)                 |
| 2                                   | 1 any, 290 dies   | Elías Martínez Gil (1822-1892)                    |                                                     |                        | PC                     | Rei Alfons XII (1874 – 1885)                 |
| 3                                   |                   | Josep de Navarrete i Bergadà (1828-1900)          | 17 d'abril de 1878                                  | 1 de juliol de 1879    | PC                     | Rei Alfons XII (1874 – 1885)                 |
| 3                                   | 1 any, 75 dies    | Josep de Navarrete i Bergadà (1828-1900)          |                                                     |                        | PC                     | Rei Alfons XII (1874 – 1885)                 |
| 4                                   |                   | Vicente Pueyo Ariño (1832-1883)                   | 1 de juliol de 1879                                 | 2 de març de 1881      | PC                     | Rei Alfons XII (1874 – 1885)                 |
| 4                                   | 1 any, 244 dies   | Vicente Pueyo Ariño (1832-1883)                   |                                                     |                        | PC                     | Rei Alfons XII (1874 – 1885)                 |
| 5                                   |                   | José Busutil Barberá (1826-1889)                  | 2 de març de 1881                                   | 2 d'octubre de 1881    | PL                     | Rei Alfons XII (1874 – 1885)                 |
| 5                                   | 0 anys, 214 dies  | José Busutil Barberá (1826-1889)                  |                                                     |                        | PL                     | Rei Alfons XII (1874 – 1885)                 |
| 6                                   |                   | José María Sales Reig (1843-1912)                 | 12 d'octubre de 1881                                | 13 de febrer de 1884   | PL                     | Rei Alfons XII (1874 – 1885)                 |
| 6                                   | 2 anys, 124 dies  | José María Sales Reig (1843-1912)                 |                                                     |                        | PL                     | Rei Alfons XII (1874 – 1885)                 |
| 7                                   |                   | Josep Maria Ruiz de Lihory i Pardines (1852-1920) | 13 de febrer de 1884                                | 25 de desembre de 1885 | PC                     | Rei Alfons XII (1874 – 1885)                 |
| 7                                   | 1 any, 315 dies   | 1 any, 315 dies                                   | Reina Regent Maria Cristina d'Àustria (1885 – 1902) |                        | PC                     |                                              |
| 8                                   |                   | José Iranzo Presencia (1833-1905)                 | Reina Regent Maria Cristina d'Àustria (1885 – 1902) | 25 de desembre de 1885 | 31 de maig de 1886     | PL                                           |
| 8                                   | 0 anys, 157 dies  | José Iranzo Presencia (1833-1905)                 | Reina Regent Maria Cristina d'Àustria (1885 – 1902) |                        |                        | PL                                           |
| 9                                   |                   | Manuel Sapiña y Rico (1833-1913)                  | Reina Regent Maria Cristina d'Àustria (1885 – 1902) | 31 de maig de 1886     | 22 de novembre de 1886 | PL                                           |
| 9                                   | 0 anys, 175 dies  | Manuel Sapiña y Rico (1833-1913)                  | Reina Regent Maria Cristina d'Àustria (1885 – 1902) |                        |                        | PL                                           |
| 10                                  |                   | Emilio Ferrán Monterde (????-????)                | Reina Regent Maria Cristina d'Àustria (1885 – 1902) | 22 de novembre de 1886 | 11 d'abril de 1887     | PL                                           |
| 10                                  | 0 anys, 140 dies  | Emilio Ferrán Monterde (????-????)                | Reina Regent Maria Cristina d'Àustria (1885 – 1902) |                        |                        | PL                                           |
| 11                                  |                   | José María Sales Reig (1843-1912)                 | Reina Regent Maria Cristina d'Àustria (1885 – 1902) | 11 d'abril de 1887     | 17 de desembre de 1888 | PL                                           |
| 11                                  | 1 any, 250 dies   | José María Sales Reig (1843-1912)                 | Reina Regent Maria Cristina d'Àustria (1885 – 1902) |                        |                        | PL                                           |
| 12                                  |                   | Vicente Alcayne Armengol (1828-1913)              | Reina Regent Maria Cristina d'Àustria (1885 – 1902) | 17 de desembre de 1888 | 25 de març de 1889     | PDP                                          |
| 12                                  | 0 anys, 98 dies   | Vicente Alcayne Armengol (1828-1913)              | Reina Regent Maria Cristina d'Àustria (1885 – 1902) |                        |                        | PDP                                          |
| 13                                  |                   | Ramón Mata Crespo (1820-1891)                     | Reina Regent Maria Cristina d'Àustria (1885 – 1902) | 25 de març de 1889     | 1 de gener de 1890     | PL                                           |
| 13                                  | 0 anys, 282 dies  | Ramón Mata Crespo (1820-1891)                     | Reina Regent Maria Cristina d'Àustria (1885 – 1902) |                        |                        | PL                                           |
| 14                                  |                   | Vicente Salas Quiroga (1817-1894)                 | Reina Regent Maria Cristina d'Àustria (1885 – 1902) | 1 de gener de 1890     | 21 de juliol de 1890   | PL                                           |
| 14                                  | 0 anys, 201 dies  | Vicente Salas Quiroga (1817-1894)                 | Reina Regent Maria Cristina d'Àustria (1885 – 1902) |                        |                        | PL                                           |
| 15                                  |                   | José Sanchis Pertegás (1841-1916)                 | Reina Regent Maria Cristina d'Àustria (1885 – 1902) | 21 de juliol de 1890   | 25 de març de 1891     | PC                                           |
| 15                                  | 0 anys, 247 dies  | José Sanchis Pertegás (1841-1916)                 | Reina Regent Maria Cristina d'Àustria (1885 – 1902) |                        |                        | PC                                           |
| 16                                  |                   | Joan Dorda i Morera (1855-1928)                   | Reina Regent Maria Cristina d'Àustria (1885 – 1902) | 25 de març de 1891     | 1 de juliol de 1891    | PC                                           |
| 16                                  | 0 anys, 98 dies   | Joan Dorda i Morera (1855-1928)                   | Reina Regent Maria Cristina d'Àustria (1885 – 1902) |                        |                        | PC                                           |
| 17                                  |                   | Elías Martínez Gil (1822-1892)                    | Reina Regent Maria Cristina d'Àustria (1885 – 1902) | 1 de juliol de 1891    | 31 de març de 1892     | PC                                           |
| 17                                  | 0 anys, 274 dies  | Elías Martínez Gil (1822-1892)                    | Reina Regent Maria Cristina d'Àustria (1885 – 1902) |                        |                        | PC                                           |
| 18                                  |                   | Eduardo Berenguer Vilanova (1850-1931)            | Reina Regent Maria Cristina d'Àustria (1885 – 1902) | 31 de març de 1892     | 26 de desembre de 1892 | PC                                           |
| 18                                  | 0 anys, 270 dies  | Eduardo Berenguer Vilanova (1850-1931)            | Reina Regent Maria Cristina d'Àustria (1885 – 1902) |                        |                        | PC                                           |
| 19                                  |                   | Juan Busutil Montón (1821-????)                   | Reina Regent Maria Cristina d'Àustria (1885 – 1902) | 26 de desembre de 1892 | 13 de gener de 1893    | PL                                           |
| 19                                  | 0 anys, 18 dies   | Juan Busutil Montón (1821-????)                   | Reina Regent Maria Cristina d'Àustria (1885 – 1902) |                        |                        | PL                                           |
| 20                                  |                   | Manuel Zabala Urdániz (1852-1927)                 | Reina Regent Maria Cristina d'Àustria (1885 – 1902) | 13 de gener de 1893    | 1 de gener de 1894     | PL                                           |
| 20                                  | 0 anys, 353 dies  | Manuel Zabala Urdániz (1852-1927)                 | Reina Regent Maria Cristina d'Àustria (1885 – 1902) |                        |                        | PL                                           |
| 21                                  |                   | Joaquín Reig Bigné (????-????)                    | Reina Regent Maria Cristina d'Àustria (1885 – 1902) | 1 de gener de 1894     | 8 d'abril de 1895      | Desconegut                                   |
| 21                                  | 1 any, 97 dies    | Joaquín Reig Bigné (????-????)                    | Reina Regent Maria Cristina d'Àustria (1885 – 1902) |                        |                        | Desconegut                                   |
| 22                                  |                   | Froilán Salazar y Rives (1830-1912)               | Reina Regent Maria Cristina d'Àustria (1885 – 1902) | 8 d'abril de 1895      | 1 de juliol de 1896    | PC                                           |
| 22                                  | 1 any, 84 dies    | Froilán Salazar y Rives (1830-1912)               | Reina Regent Maria Cristina d'Àustria (1885 – 1902) |                        |                        | PC                                           |
| 23                                  |                   | Vicente Noguera y Aquavera (1857-1919)            | Reina Regent Maria Cristina d'Àustria (1885 – 1902) | 1 de juliol de 1896    | 1 de febrer de 1897    | PC                                           |
| 23                                  | 0 anys, 215 dies  | Vicente Noguera y Aquavera (1857-1919)            | Reina Regent Maria Cristina d'Àustria (1885 – 1902) |                        |                        | PC                                           |
| 24                                  |                   | Joaquín Santonja Lisbona (????-????)              | Reina Regent Maria Cristina d'Àustria (1885 – 1902) | 1 de febrer de 1897    | 18 d'octubre de 1897   | Desconegut                                   |
| 24                                  | 0 anys, 259 dies  | Joaquín Santonja Lisbona (????-????)              | Reina Regent Maria Cristina d'Àustria (1885 – 1902) |                        |                        | Desconegut                                   |
| 25                                  |                   | Francisco Martínez Bertomeu (1844-1930)           | Reina Regent Maria Cristina d'Àustria (1885 – 1902) | 18 d'octubre de 1897   | 17 de març de 1899     | PL                                           |
| 25                                  | 1 any, 150 dies   | Francisco Martínez Bertomeu (1844-1930)           | Reina Regent Maria Cristina d'Àustria (1885 – 1902) |                        |                        | PL                                           |
| 26                                  |                   | Pascual Guzmán Pajarón (1851-1923)                | Reina Regent Maria Cristina d'Àustria (1885 – 1902) | 17 de març de 1899     | 1 de juliol de 1899    | PC                                           |
| 26                                  | 0 anys, 106 dies  | Pascual Guzmán Pajarón (1851-1923)                | Reina Regent Maria Cristina d'Àustria (1885 – 1902) |                        |                        | PC                                           |
| 27                                  |                   | Joan Dorda i Morera (1855-1928)                   | Reina Regent Maria Cristina d'Àustria (1885 – 1902) | 1 de juliol de 1899    | 27 de juny de 1900     | PC                                           |
| 27                                  | 0 anys, 361 dies  | Joan Dorda i Morera (1855-1928)                   | Reina Regent Maria Cristina d'Àustria (1885 – 1902) |                        |                        | PC                                           |
| 28                                  |                   | José Montesinos Checa (1869-1947)                 | Reina Regent Maria Cristina d'Àustria (1885 – 1902) | 27 de juny de 1900     | 25 de març de 1901     | PC                                           |
| 28                                  | 0 anys, 271 dies  | José Montesinos Checa (1869-1947)                 | Reina Regent Maria Cristina d'Àustria (1885 – 1902) |                        |                        | PC                                           |
| 29                                  |                   | José Igual Torres (????-????)                     | Reina Regent Maria Cristina d'Àustria (1885 – 1902) | 25 de març de 1901     | 1 de gener de 1903     | PL                                           |
| 29                                  | 1 any, 282 dies   | 1 any, 282 dies                                   | Rei Alfons XIII (1902 – 1931)                       |                        |                        | PL                                           |
| 30                                  |                   | José Montesinos Checa (1869-1947)                 | Rei Alfons XIII (1902 – 1931)                       | 1 de gener de 1903     | 16 de novembre de 1903 | PC                                           |
| 30                                  | 0 anys, 319 dies  | José Montesinos Checa (1869-1947)                 | Rei Alfons XIII (1902 – 1931)                       |                        |                        | PC                                           |
| 31                                  |                   | Francisco Maestre Laborde-Boix (1872-1920)        | Rei Alfons XIII (1902 – 1931)                       | 16 de novembre de 1903 | 1 de gener de 1904     | PC                                           |
| 31                                  | 0 anys, 46 dies   | Francisco Maestre Laborde-Boix (1872-1920)        | Rei Alfons XIII (1902 – 1931)                       |                        |                        | PC                                           |
| 32                                  |                   | José Puig Boronat (1857-1927)                     | Rei Alfons XIII (1902 – 1931)                       | 1 de gener de 1904     | 30 de març de 1904     | PL                                           |
| 32                                  | 0 anys, 89 dies   | José Puig Boronat (1857-1927)                     | Rei Alfons XIII (1902 – 1931)                       |                        |                        | PL                                           |
| 33                                  |                   | Miguel Polo Gil (????-1929)                       | Rei Alfons XIII (1902 – 1931)                       | 30 de març de 1904     | 23 de març de 1905     | PC                                           |
| 33                                  | 0 anys, 358 dies  | Miguel Polo Gil (????-1929)                       | Rei Alfons XIII (1902 – 1931)                       |                        |                        | PC                                           |
| 34                                  |                   | José Ordeig Ortega (????-????)                    | Rei Alfons XIII (1902 – 1931)                       | 23 de març de 1905     | 17 de juliol de 1905   | Desconegut                                   |
| 34                                  | 0 anys, 116 dies  | José Ordeig Ortega (????-????)                    | Rei Alfons XIII (1902 – 1931)                       |                        |                        | Desconegut                                   |
| 35                                  |                   | Eduardo Llagaria Ballester (1870-????)            | Rei Alfons XIII (1902 – 1931)                       | 17 de juliol de 1905   | 1 de gener de 1906     | PL                                           |
| 35                                  | 0 anys, 168 dies  | Eduardo Llagaria Ballester (1870-????)            | Rei Alfons XIII (1902 – 1931)                       |                        |                        | PL                                           |
| 36                                  |                   | José Sanchis Bergón (1860-1926)                   | Rei Alfons XIII (1902 – 1931)                       | 1 de gener de 1906     | 6 de gener de 1907     | PL                                           |
| 36                                  | 1 any, 5 dies     | José Sanchis Bergón (1860-1926)                   | Rei Alfons XIII (1902 – 1931)                       |                        |                        | PL                                           |
| 37                                  |                   | Miguel Paredes García (????-1952)                 | Rei Alfons XIII (1902 – 1931)                       | 12 de gener de 1907    | 4 de febrer de 1907    | PL                                           |
| 37                                  | 0 anys, 23 dies   | Miguel Paredes García (????-1952)                 | Rei Alfons XIII (1902 – 1931)                       |                        |                        | PL                                           |
| 38                                  |                   | José Martínez Aloy (1855-1924)                    | Rei Alfons XIII (1902 – 1931)                       | 4 de febrer de 1907    | 19 de juny de 1907     | PC                                           |
| 38                                  | 0 anys, 135 dies  | José Martínez Aloy (1855-1924)                    | Rei Alfons XIII (1902 – 1931)                       |                        |                        | PC                                           |
| 39                                  |                   | José Maestre Laborde-Boix (1876-1936)             | Rei Alfons XIII (1902 – 1931)                       | 19 de juny de 1907     | 31 d'octubre de 1909   | PC                                           |
| 39                                  | 2 anys, 134 dies  | José Maestre Laborde-Boix (1876-1936)             | Rei Alfons XIII (1902 – 1931)                       |                        |                        | PC                                           |
| 40                                  |                   | Miguel Paredes García (????-1952)                 | Rei Alfons XIII (1902 – 1931)                       | 31 d'octubre de 1909   | 1 de gener de 1910     | PL                                           |
| 40                                  | 0 anys, 62 dies   | Miguel Paredes García (????-1952)                 | Rei Alfons XIII (1902 – 1931)                       |                        |                        | PL                                           |
| 41                                  |                   | Pedro Aliaga Millán (1839-1915)                   | Rei Alfons XIII (1902 – 1931)                       | 1 de gener de 1910     | 14 de febrer de 1910   | PL                                           |
| 41                                  | 0 anys, 44 dies   | Pedro Aliaga Millán (1839-1915)                   | Rei Alfons XIII (1902 – 1931)                       |                        |                        | PL                                           |
| 42                                  |                   | Ernesto Ibáñez Rizo (1875-1944)                   | Rei Alfons XIII (1902 – 1931)                       | 14 de febrer de 1910   | 2 de setembre de 1911  | PL                                           |
| 42                                  | 1 any, 200 dies   | Ernesto Ibáñez Rizo (1875-1944)                   | Rei Alfons XIII (1902 – 1931)                       |                        |                        | PL                                           |
| 43                                  |                   | Luis Bermejo Vida (1880-1941)                     | Rei Alfons XIII (1902 – 1931)                       | 2 de setembre de 1911  | 22 de juny de 1912     | PL                                           |
| 43                                  | 0 anys, 294 dies  | Luis Bermejo Vida (1880-1941)                     | Rei Alfons XIII (1902 – 1931)                       |                        |                        | PL                                           |
| 44                                  |                   | Fernando Ibáñez Payés (????-????)                 | Rei Alfons XIII (1902 – 1931)                       | 22 de juny de 1912     | 9 de novembre de 1913  | PL                                           |
| 44                                  | 1 any, 140 dies   | Fernando Ibáñez Payés (????-????)                 | Rei Alfons XIII (1902 – 1931)                       |                        |                        | PL                                           |
| 45                                  |                   | Francisco Maestre Laborde-Boix (1872-1920)        | Rei Alfons XIII (1902 – 1931)                       | 9 de novembre de 1913  | 30 d'octubre de 1915   | PC                                           |
| 45                                  | 1 any, 355 dies   | Francisco Maestre Laborde-Boix (1872-1920)        | Rei Alfons XIII (1902 – 1931)                       |                        |                        | PC                                           |
| 46                                  |                   | José Ferraz Penelas (????-1959)                   | Rei Alfons XIII (1902 – 1931)                       | 30 d'octubre de 1915   | 31 de desembre de 1915 | PC                                           |
| 46                                  | 0 anys, 62 dies   | José Ferraz Penelas (????-1959)                   | Rei Alfons XIII (1902 – 1931)                       |                        |                        | PC                                           |
| 47                                  |                   | Miguel Paredes García (????-1952)                 | Rei Alfons XIII (1902 – 1931)                       | 31 de desembre de 1915 | 29 de febrer de 1916   | PL                                           |
| 47                                  | 0 anys, 60 dies   | Miguel Paredes García (????-1952)                 | Rei Alfons XIII (1902 – 1931)                       |                        |                        | PL                                           |
| 48                                  |                   | Fidel Gurrea Olmos (1850-1927)                    | Rei Alfons XIII (1902 – 1931)                       | 29 de febrer de 1916   | 21 de juny de 1917     | PL                                           |
| 48                                  | 1 any, 112 dies   | Fidel Gurrea Olmos (1850-1927)                    | Rei Alfons XIII (1902 – 1931)                       |                        |                        | PL                                           |
| 49                                  |                   | José Martínez Aloy (1855-1924)                    | Rei Alfons XIII (1902 – 1931)                       | 21 de juny de 1917     | 9 de desembre de 1917  | PC                                           |
| 49                                  | 0 anys, 171 dies  | José Martínez Aloy (1855-1924)                    | Rei Alfons XIII (1902 – 1931)                       |                        |                        | PC                                           |
| 50                                  |                   | José Mira Meseguer (????-????)                    | Rei Alfons XIII (1902 – 1931)                       | 9 de desembre de 1917  | 31 de desembre de 1917 | PURA                                         |
| 50                                  | 0 anys, 22 dies   | José Mira Meseguer (????-????)                    | Rei Alfons XIII (1902 – 1931)                       |                        |                        | PURA                                         |
| 51                                  |                   | Faustí Valentín i Torrejón (????-1944)            | Rei Alfons XIII (1902 – 1931)                       | 1 de gener de 1918     | 1 de gener de 1919     | PURA                                         |
| 51                                  | 1 any, 0 dies     | Faustí Valentín i Torrejón (????-1944)            | Rei Alfons XIII (1902 – 1931)                       |                        |                        | PURA                                         |
| 52                                  |                   | Mariano Cuber Sagols (????-????)                  | Rei Alfons XIII (1902 – 1931)                       | 1 de gener de 1919     | 10 de març de 1919     | PURA                                         |
| 52                                  | 0 anys, 68 dies   | Mariano Cuber Sagols (????-????)                  | Rei Alfons XIII (1902 – 1931)                       |                        |                        | PURA                                         |
| 53                                  |                   | Juan Bort Olmos (1872-1936)                       | Rei Alfons XIII (1902 – 1931)                       | 10 de març de 1919     | 1 d'abril de 1920      | PURA                                         |
| 53                                  | 1 any, 22 dies    | Juan Bort Olmos (1872-1936)                       | Rei Alfons XIII (1902 – 1931)                       |                        |                        | PURA                                         |
| 54                                  |                   | Ricardo Samper Ibáñez (1881-1938)                 | Rei Alfons XIII (1902 – 1931)                       | 1 d'abril de 1920      | 1 d'abril de 1922      | PURA                                         |
| 54                                  | 2 anys, 0 dies    | Ricardo Samper Ibáñez (1881-1938)                 | Rei Alfons XIII (1902 – 1931)                       |                        |                        | PURA                                         |
| 55                                  |                   | José María Albors Brocal (????-1951)              | Rei Alfons XIII (1902 – 1931)                       | 1 d'abril de 1922      | 21 de febrer de 1923   | PC                                           |
| 55                                  | 0 anys, 326 dies  | José María Albors Brocal (????-1951)              | Rei Alfons XIII (1902 – 1931)                       |                        |                        | PC                                           |
| 56                                  |                   | Juan Artal Ortells (1888-1976)                    | Rei Alfons XIII (1902 – 1931)                       | 23 de febrer de 1923   | 20 de setembre de 1923 | PL                                           |
| 56                                  | 0 anys, 209 dies  | Juan Artal Ortells (1888-1976)                    | Rei Alfons XIII (1902 – 1931)                       |                        |                        | PL                                           |
| 57                                  |                   | Juan Avilés Arnau (????-????)                     | Rei Alfons XIII (1902 – 1931)                       | 20 de setembre de 1923 | 18 de desembre de 1924 | Independent                                  |
| 57                                  | 1 any, 89 dies    | Juan Avilés Arnau (????-????)                     | Rei Alfons XIII (1902 – 1931)                       |                        |                        | Independent                                  |
| 58                                  |                   | Luis Oliag Miranda (1861-1933)                    | Rei Alfons XIII (1902 – 1931)                       | 18 de desembre de 1924 | 25 de gener de 1927    | Independent                                  |
| 58                                  | 2 anys, 38 dies   | Luis Oliag Miranda (1861-1933)                    | Rei Alfons XIII (1902 – 1931)                       |                        |                        | Independent                                  |
| 59                                  |                   | Carlos Sousa Álvarez de Toledo (1862-1937)        | Rei Alfons XIII (1902 – 1931)                       | 25 de gener de 1927    | 4 de març de 1930      | UP                                           |
| 59                                  | 3 anys, 38 dies   | Carlos Sousa Álvarez de Toledo (1862-1937)        | Rei Alfons XIII (1902 – 1931)                       |                        |                        | UP                                           |
| 60                                  |                   | José Maestre Laborde-Boix (1876-1936)             | Rei Alfons XIII (1902 – 1931)                       | 10 de març de 1930     | 14 d'abril de 1931     | PC                                           |
| 60                                  | 1 any, 35 dies    | José Maestre Laborde-Boix (1876-1936)             | Rei Alfons XIII (1902 – 1931)                       |                        |                        | PC                                           |
| IIa República Espanyola (1931-1939) |                   |                                                   |                                                     |                        |                        |                                              |
| 1                                   |                   | Vicent Marco Miranda (1880-1946)                  | 15 d'abril de 1931                                  | 16 d'abril de 1931     | PURA                   | President Niceto Alcalá-Zamora (1931 – 1936) |
| 1                                   | 0 anys, 1 dia     | Vicent Marco Miranda (1880-1946)                  |                                                     |                        | PURA                   | President Niceto Alcalá-Zamora (1931 – 1936) |
| 2                                   |                   | Agustín Trigo Mezquita (1863-1952)                | 16 d'abril de 1931                                  | 26 d'octubre de 1931   | PURA                   | President Niceto Alcalá-Zamora (1931 – 1936) |
| 2                                   | 0 anys, 193 dies  | Agustín Trigo Mezquita (1863-1952)                |                                                     |                        | PURA                   | President Niceto Alcalá-Zamora (1931 – 1936) |
| 3                                   |                   | Vicente Alfaro Moreno (1901-1974)                 | 26 d'octubre de 1931                                | 1 de juny de 1932      | PURA                   | President Niceto Alcalá-Zamora (1931 – 1936) |
| 3                                   | 0 anys, 219 dies  | Vicente Alfaro Moreno (1901-1974)                 |                                                     |                        | PURA                   | President Niceto Alcalá-Zamora (1931 – 1936) |
| 4                                   |                   | Vicente Lambies Grancha (????-1969)               | 1 de juny de 1932                                   | 5 de novembre de 1934  | PURA                   | President Niceto Alcalá-Zamora (1931 – 1936) |
| 4                                   | 2 anys, 157 dies  | Vicente Lambies Grancha (????-1969)               |                                                     |                        | PURA                   | President Niceto Alcalá-Zamora (1931 – 1936) |
| 5                                   |                   | Manuel Gisbert Rico (1877-1942)                   | 5 de novembre de 1934                               | 16 de febrer de 1936   | PURA                   | President Niceto Alcalá-Zamora (1931 – 1936) |
| 5                                   | 1 any, 103 dies   | Manuel Gisbert Rico (1877-1942)                   |                                                     |                        | PURA                   | President Niceto Alcalá-Zamora (1931 – 1936) |
| 6                                   |                   | José Olmos Burgos (????-????)                     | 16 de febrer de 1936                                | 1 de març de 1936      | PURA                   | President Niceto Alcalá-Zamora (1931 – 1936) |
| 6                                   | 0 anys, 14 dies   | José Olmos Burgos (????-????)                     |                                                     |                        | PURA                   | President Niceto Alcalá-Zamora (1931 – 1936) |
| 7                                   |                   | José Cano Coloma (1902-1967)                      | 1 de març de 1936                                   | 3 de febrer de 1937    | ER                     | President Manuel Azaña (1936 – 1939)         |
| 7                                   | 0 anys, 339 dies  | José Cano Coloma (1902-1967)                      |                                                     |                        | ER                     | President Manuel Azaña (1936 – 1939)         |
| 8                                   |                   | Domingo Torres Maeso (1895-1980)                  | 3 de febrer de 1937                                 | 29 de març de 1939     | CNT                    | President Manuel Azaña (1936 – 1939)         |
| 8                                   | 2 anys, 54 dies   | Domingo Torres Maeso (1895-1980)                  |                                                     |                        | CNT                    | President Manuel Azaña (1936 – 1939)         |
| Règim franquista (1939-1979)        |                   |                                                   |                                                     |                        |                        | President Manuel Azaña (1936 – 1939)         |
| 1                                   |                   | Joaquín Manglano Cucaló de Montull (1892-1985)    | 31 de març de 1939                                  | 24 de maig de 1943     | Movimiento             | President Manuel Azaña (1936 – 1939)         |
| 1                                   | 4 anys, 54 dies   | Joaquín Manglano Cucaló de Montull (1892-1985)    |                                                     |                        | Movimiento             |                                              |
| 2                                   |                   | Juan Antonio Gómez Trénor (1897-1983)             | 24 de maig de 1943                                  | 6 de setembre de 1947  | Movimiento             |                                              |
| 2                                   | 4 anys, 105 dies  | Juan Antonio Gómez Trénor (1897-1983)             |                                                     |                        | Movimiento             |                                              |
| 3                                   |                   | José Manglano Selva (1909-1961)                   | 6 de setembre de 1947                               | 14 de juny de 1951     | Movimiento             |                                              |
| 3                                   | 3 anys, 281 dies  | José Manglano Selva (1909-1961)                   |                                                     |                        | Movimiento             |                                              |
| 4                                   |                   | Baltasar Rull Villar (1901-1985)                  | 14 de juny de 1951                                  | 19 de febrer de 1955   | Movimiento             |                                              |
| 4                                   | 3 anys, 250 dies  | Baltasar Rull Villar (1901-1985)                  |                                                     |                        | Movimiento             |                                              |
| 5                                   |                   | Tomás Trénor Azcárraga (1894-1982)                | 19 de febrer de 1955                                | 8 d'octubre de 1958    | Movimiento             |                                              |
| 5                                   | 3 anys, 231 dies  | Tomás Trénor Azcárraga (1894-1982)                |                                                     |                        | Movimiento             |                                              |
| 6                                   |                   | Adolfo Rincón de Arellano y García (1910-2006)    | 8 d'octubre de 1958                                 | 23 de novembre de 1969 | Falange                |                                              |
| 6                                   | 11 anys, 46 dies  | Adolfo Rincón de Arellano y García (1910-2006)    |                                                     |                        | Falange                |                                              |
| 7                                   |                   | Vicente López Rosat (1925-2003)                   | 23 de novembre de 1969                              | 22 de setembre de 1973 | Falange                |                                              |
| 7                                   | 3 anys, 303 dies  | Vicente López Rosat (1925-2003)                   |                                                     |                        | Falange                |                                              |
| 8                                   |                   | Miquel Ramon i Izquierdo (1919-2007)              | 22 de setembre de 1973                              | 1 de gener de 1976     | Movimiento             |                                              |
| 8                                   | 2 anys, 102 dies  | 2 anys, 102 dies                                  | Rei Joan Carles I (1975 – 2014)                     |                        | Movimiento             |                                              |
| 9                                   |                   | Antonio Soto Bisquert (????-????)                 | Rei Joan Carles I (1975 – 2014)                     | 1 de gener de 1976     | 1 de febrer de 1976    | Movimiento                                   |
| 9                                   | 0 anys, 31 dies   | Antonio Soto Bisquert (????-????)                 | Rei Joan Carles I (1975 – 2014)                     |                        |                        | Movimiento                                   |
| 10                                  |                   | Miquel Ramon i Izquierdo (1919-2007)              | Rei Joan Carles I (1975 – 2014)                     | 1 de febrer de 1976    | 21 d'abril de 1979     | Movimiento                                   |
| 10                                  | 3 anys, 79 dies   | Miquel Ramon i Izquierdo (1919-2007)              | Rei Joan Carles I (1975 – 2014)                     |                        |                        | Movimiento                                   |
| Monarquía constitucional (1979-)    |                   |                                                   | Rei Joan Carles I (1975 – 2014)                     |                        |                        |                                              |
| 1                                   |                   | Fernando Martínez Castellano (1942-2024)          | Rei Joan Carles I (1975 – 2014)                     | 21 d'abril de 1979     | 12 de setembre de 1979 | PSPV-PSOE                                    |
| 1                                   | 0 anys, 144 dies  | Fernando Martínez Castellano (1942-2024)          | Rei Joan Carles I (1975 – 2014)                     |                        |                        | PSPV-PSOE                                    |
| 2                                   |                   | Ricardo Pérez Casado (1945)                       | Rei Joan Carles I (1975 – 2014)                     | 5 d'octubre de 1979    | 30 de desembre de 1988 | PSPV-PSOE                                    |
| 2                                   | 9 anys, 86 dies   | Ricardo Pérez Casado (1945)                       | Rei Joan Carles I (1975 – 2014)                     |                        |                        | PSPV-PSOE                                    |
| 3                                   |                   | Clementina Ródenas Villena (1949)                 | Rei Joan Carles I (1975 – 2014)                     | 13 de gener de 1989    | 5 de juliol de 1991    | PSPV-PSOE                                    |
| 3                                   | 2 anys, 173 dies  | Clementina Ródenas Villena (1949)                 | Rei Joan Carles I (1975 – 2014)                     |                        |                        | PSPV-PSOE                                    |
| 4                                   |                   | Rita Barberá Nolla (1948-2016)                    | Rei Joan Carles I (1975 – 2014)                     | 5 de juliol de 1991    | 13 de juny de 2015     | PPCV                                         |
| 4                                   | 23 anys, 343 dies | 23 anys, 343 dies                                 | Rei Felip VI (2014 – present)                       |                        |                        | PPCV                                         |
| 5                                   |                   | Joan Ribó i Canut (1947)                          | Rei Felip VI (2014 – present)                       | 13 de juny de 2015     | 17 de juny de 2023     | Compromís                                    |
| 5                                   | 8 anys, 4 dies    | Joan Ribó i Canut (1947)                          | Rei Felip VI (2014 – present)                       |                        |                        | Compromís                                    |
| 6                                   |                   | María José Catalá Verdet (1981)                   | Rei Felip VI (2014 – present)                       | 17 de juny de 2023     | -                      | PPCV                                         |
| 6                                   | En el càrrec      | María José Catalá Verdet (1981)                   | Rei Felip VI (2014 – present)                       |                        |                        | PPCV                                         |